# اسدآباد عليا (مقاطعة دلفان)
اسدآباد عليا (بالفارسية: اسدآباد علیا) هي قرية تقع في قسم نورعلي الريفي بمقاطعة دلفان في إيران.